# Cantó de Saint-Brice-en-Coglès
El cantó de Saint-Brice-en-Coglès (bretó Kanton Sant-Brizh-Gougleiz) és una divisió administrativa francesa situat al departament d'Ille i Vilaine a la regió de Bretanya.

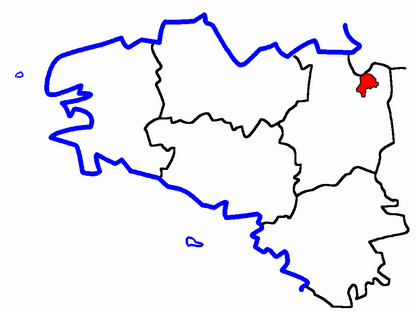
Situació del cantó

## Composició
El cantó aplega 11 comunes :
| Nom francès              | Nom bretó            | Població | km²    | Codi Postal | Codi INSEE |
| Baillé                   | Balieg               | 315      | 5,23   | 35460       | 35011      |
| Coglès                   | Gougleiz             | 566      | 17,21  | 35460       | 35083      |
| La Selle-en-Coglès       | Kell-Gougleiz        | 447      | 8,23   | 35460       | 35323      |
| Le Châtellier            | Kasteller            | 393      | 13,43  | 35133       | 35071      |
| Le Tiercent              | An Tergant           | 162      | 3,70   | 35460       | 35336      |
| Montours                 | Montourz             | 806      | 15,27  | 35460       | 35191      |
| Saint-Brice-en-Coglès    | Sant-Brizh-Gougleiz  | 2.395    | 16,46  | 35460       | 35257      |
| Saint-Étienne-en-Coglès  | Sant-Stefan-Gougleiz | 1.430    | 22,65  | 35460       | 35267      |
| Saint-Germain-en-Coglès  | Sant-Jermen-Gougleiz | 1.773    | 32,09  | 35133       | 35273      |
| Saint-Hilaire-des-Landes | Sant-Eler-al-Lann    | 922      | 18,27  | 35140       | 35280      |
| Saint-Marc-le-Blanc      | Sant-Mezar-Elvinieg  | 1.086    | 17,53  | 35460       | 35292      |
| Cantó                    | Sant-Brizh-Gougleiz  | 10.295   | 170,07 | -           | 3536       |

## Evolució demogràfica
| 1962   | 1968   | 1975   | 1982   | 1990   | 1999   |
| ------ | ------ | ------ | ------ | ------ | ------ |
| 11.445 | 11.037 | 10.590 | 10.411 | 10.496 | 10.295 |

## Història
| Data d'elecció                           | Identitat     | Partit        | Qualitat |
| ---------------------------------------- | ------------- | ------------- | -------- |
| 2004-                                    | Louis Dubreil | Divers gauche |          |
| les dades anteriors no són pas conegudes |               |               |          |
|                                          |               |               |          |